# Адамка (річка)
Ада́мка (рос. Адамка) — річка в Граховському районі Удмуртії, Росія, ліва притока Ум'яка.
Довжина річки становить 30 км. Бере початок за 1,5 км на північний схід від села Руські Адам-Учи на Можгинської височини, впадає до Ум'яка навпроти села Поршур. Середній похил річки — 2,6 м/км, ширина русла коливається від 5—7 м у середній течії до 9—12 м у нижній. Глибина становить 0,4—1,5 м, середня швидкість течії не перевищує 0,4 м/с. Мінімальні місячні витрати 50%-ї забезпеченості літнього періоду становлять 0,28 м³/с. На території басейну домінують перетворені ландшафти.
За даними Держкомприроди Удмуртії, в 1993 році у воді нижче села Грахово відмічалося перевищення гранично допустимої концентрації за нафтопродуктами (9 ГДК), фенолам (2 ГДК), цинку (2 ГДК), формальдегіду (2 ГДК) та міді (1 ГДК).
На річці розташовані села Руські Адам-Учи, Нижні Адам-Учи, Грахово та Зарічний. У цих селах збудовані автомобільні мости, в селі Зарічний створено великий став.
Притоки:
- Праві — Вішурка, Мелекеска
- Ліві — Кам'яний, Кузебайка, Январка, Юрашка

За даними Федерального агентства водних ресурсів річка має такі дані:
- Код річки в державному водному реєстрі — 10010300612111100040608
- Код по гідрологічній вивченості — 111104060
- Код басейну — 10.01.03.006